# Цвях (фільм, 2016)
«Цвях» — український ігровий короткометражний фільм-драма 2016 року, дипломна режисерська робота Філіпа Сотниченка. У 2016 році стрічка здобула приз «Золотий Дюк» національного конкурсу короткометражних фільмів 7-го Одеського міжнародного кінофестивалю, розділивши перемогу з фільмом «У Манчестері йшов дощ». 2017 року фільм було номіновано у двох категоріях на здобуття української національної кінопремії «Золота дзиґа», у тому числі, як найкращий короткометражний ігровий фільм .
Фільм має вигляд документального, хоча насправді є ігровим. Документального ж матеріалу в стрічці всього декілька хвилин: зображення руху трамваїв київським Подолом у 1995 році та два кадри з життя в будинку №14/8 на вулиці Володимирській.

## Сюжет
Валентина працює юристом в одному з банків Ліхтенштейну, де відповідає за зв'язки зі Східною Європою. До 13 років вона жила в Києві, тож непогано пам'ятає українську та російську мови; грала на скрипці.  У 1996-му, під час важкого, перехідного для економіки України періоду, Валентина разом із матір'ю і вітчимом емігрувала до Швейцарії. В останні дні перебування Валентини в Україні відбувся її концерт у музичній школі та прощальний вечір. Уся сім'я зібралася за столом і обговорювала майбутнє дівчини. Минуло 20 років...

## У ролях
| • Емілія фон Альбертіні | … | Валя |
| • Ламара фон Альбертіні | … |      |
| • Валентина Заболотна   | … |      |
| • Нателла Дубашидзе     | … |      |
| • Анатолій Петров       | … |      |
| • Володимир Романко     | … |      |
| • Олена Пустовалова     | … |      |
| • Віктор Корчинський    | … |      |
| • Тетяна Добровольська  | … |      |

## Знімальна група
- Автор сценарію: Філіп Сотниченко
- Режисер: Філіп Сотниченко
- Продюсери: Валерія Сочивець, Михайло Маслобойщиков
- Оператори: Роман Хімей, Ярема Малащук, Дейв Спенсер, Ігор Черницький
- Монтаж: Філіп Сотниченко

## Нагороди та номінації в Україні
| Список нагород та номінацій                     | Список нагород та номінацій | Список нагород та номінацій                                   | Список нагород та номінацій | Список нагород та номінацій | Список нагород та номінацій |
| Кінопремія                                      | Дата церемонії              | Категорія                                                     | Номінант(и)                 | Результат                   | Дж                          |
| ----------------------------------------------- | --------------------------- | ------------------------------------------------------------- | --------------------------- | --------------------------- | --------------------------- |
| Одеський міжнародний кінофестиваль              | 15-23.07.2016               | «Золотий Дюк» за найкращий короткометражний український фільм | Цвях                        | Перемога                    |                             |
| Київський міжнародний кінофестиваль «Молодість» | 22-30.11.2016               | Приз Національного конкурсу                                   | Цвях                        | Номінація                   |                             |
| Національна кінопремія «Золота дзиґа»           | 20.04.2017                  | Найкращий короткометражний ігровий фільм                      | Цвях                        | Номінація                   | [ 1 ]                       |
| Національна кінопремія «Золота дзиґа»           | 20.04.2017                  | Найкраща акторка другого плану                                | Валентина Заболотна         | Номінація                   | [ 1 ]                       |